# Licaria peckii
Licaria peckii là loài thực vật có hoa trong họ Nguyệt quế. Loài này được (I.M. Johnst.) Kosterm. miêu tả khoa học đầu tiên năm 1937.